# Літтл-Орлінс (Меріленд)
Літтл-Орлінс (англ. Little Orleans) — переписна місцевість (CDP) в США, в окрузі Аллегені штату Меріленд. Населення — 65 осіб (2020).

## Географія
Літтл-Орлінс розташований за координатами 39°37′51″ пн. ш. 78°23′44″ зх. д. / 39.63083° пн. ш. 78.39556° зх. д. (39.630876, -78.395567).  За даними Бюро перепису населення США в 2010 році переписна місцевість мала площу 1,83 км², з яких 1,82 км² — суходіл та 0,01 км² — водойми.

## Демографія
Згідно з переписом 2010 року, у переписній місцевості мешкали 42 особи в 23 домогосподарствах у складі 14 родин. Густота населення становила 23 особи/км².  Було 37 помешкань (20/км²).
Расовий склад населення:
| - 100,0 % — білих |

До двох чи більше рас належало 0,0 %. Частка іспаномовних становила 0,0 % від усіх жителів.
За віковим діапазоном населення розподілялося таким чином: 7,1 % — особи молодші 18 років, 52,4 % — особи у віці 18—64 років, 40,5 % — особи у віці 65 років та старші. Медіана віку мешканця становила 63,5 року. На 100 осіб жіночої статі у переписній місцевості припадало 100,0 чоловіків;  на 100 жінок у віці від 18 років та старших — 105,3 чоловіків також старших 18 років.
Цивільне працевлаштоване населення становило 10 осіб. Основні галузі зайнятості: мистецтво, розваги та відпочинок — 100,0 %.